# Zepernicksee
Der Zepernicksee, auch Falkenberger See, ist ein See bei der Gemeinde Falkenberg im Landkreis Märkisch-Oderland in Brandenburg.

## Beschreibung
Der See ist ca. 5 ha groß und liegt etwa 1,3 km nordöstlich des Ortsteils Falkenberg/Mark im Übergangsbereich des hügeligen, wald- und seenreichen Barnimplateaus zur weiten Fläche des Oderbruchs. Der See ist im Besitz des Landes Brandenburg, nachdem er ab 1990 dem Bund gehört hatte.
Frühere Bezeichnungen waren auch Ziepernick-See, Ziepernicksee und Zepernick See. Der Name stammt wahrscheinlich von Ceper, d. h. Gebüsch, ab.
Der See ist ein Angelgewässer und wird vom Landesanglerverband Brandenburg e.V. bewirtschaftet. Im nur 1,5 m tiefen See finden sich Aale, Barsche, Hechte, Schleie, Brassen, Rotaugen und Rotfedern.